# Anne Seydoux-Christe
Anne Seydoux-Christe, née le 7 juillet 1958 à Delémont, est une personnalité politique suisse membre du Parti démocrate-chrétien (PDC).

## Biographie

### Jeunesse et études
Anne Seydoux-Christe naît le 7 juillet 1958 à Delémont. Son père est avocat-notaire.
Après avoir obtenu sa maturité en internat au Collège Sainte-Croix à Fribourg, elle étudie le droit à l'Université de Fribourg, où elle obtient une licence. Elle ne passe pas son brevet d'avocate pour des raisons de famille et de santé.

### Vie privée
Elle se marie en 1982. Son époux est gynécologue. Ils ont trois enfants nés en 1986, 1988 et 1990.
Elle est de confession catholique-romaine.

## Parcours politique

### Niveau communal
Elle siège au conseil de Ville de Delémont de 2001 à 2012.

### Niveau cantonal
Elle siège au Parlement jurassien de 2003 à novembre 2007. Elle y est notamment présidente de la Commission des affaires extérieures et de la réunification.
Elle est candidate au Gouvernement du canton du Jura en 2006, mais échoue à la 6e place au 1er tour, avec 23,5 % des voix.
En 2020, elle est à nouveau candidate au Gouvernement du canton du Jura à la suite de la démission de Charles Juillard, mais elle ne parvient pas à conserver le siège du PDC contre la socialiste Rosalie Beuret Siess (46,9 % des voix contre 37,98 %).

### Niveau fédéral
Elle crée la surprise en étant élue au Conseil des États en octobre 2007 au détriment de l'élue sortante Madeleine Amgwerd, sa colisitière, qu'elle devance de 330 voix. 
Elle est réélue avec un très bon score en 2011.
Elle est à nouveau réélue en 2015, où elle devance largement son colistier Pierre Kohler (14 275 voix contre 7382).

### Autres mandats
Elle est présidente de Caritas Jura depuis 2011.
Le 13 janvier 2021, elle est nommée à la présidence de la Commission fédérale de la Poste.